# Кинтеро, Карлос Дарвин
Карлос Дарвин Кинтеро Вильяльба (исп. Carlos Darwin Quintero Villalba; род. 19 сентября 1987, Тумако, Колумбия) — колумбийский футболист, нападающий клуба «Депортиво Перейра». Выступал за сборную Колумбии.

## Ранние годы
Кинтеро родился в городе Тумако, но уже в 5 лет переехал в Кали. Он жил в районе Пуэрто-дель-Соль вместе с отцом и сестрой. Он начал карьеру в футбольной команде «Панадерия Кута». После он перешёл в команду «Барса» и выступал за неё в нескольких возрастных категориях. Под руководством Элькина Когорте Дарвин ездил на просмотр в аргентинский «Бока Хуниорс». В 2004 году он был замечен тренером Умберто Ортисом и приглашён в «Депортес Толима».
Имя Карлос, Кинтеро получил в честь своего дяди. А Дарвином он был назван в честь героя одной из книг. Кинтеро — с испанского переводится, как «научное исследование». Карлос является глубоко религиозным человеком и всегда подчеркивает, что всего чего он добился — это благодаря Богу. Любимые футболисты Дарвина — Виллингтон Ортис, Фаустино Асприлья, Криштиану Роналду, Роналдо, Рональдиньо.

## Клубная карьера

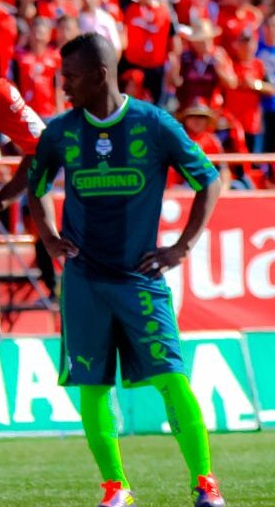
Кинтеро в составе «Сантос Лагуна»

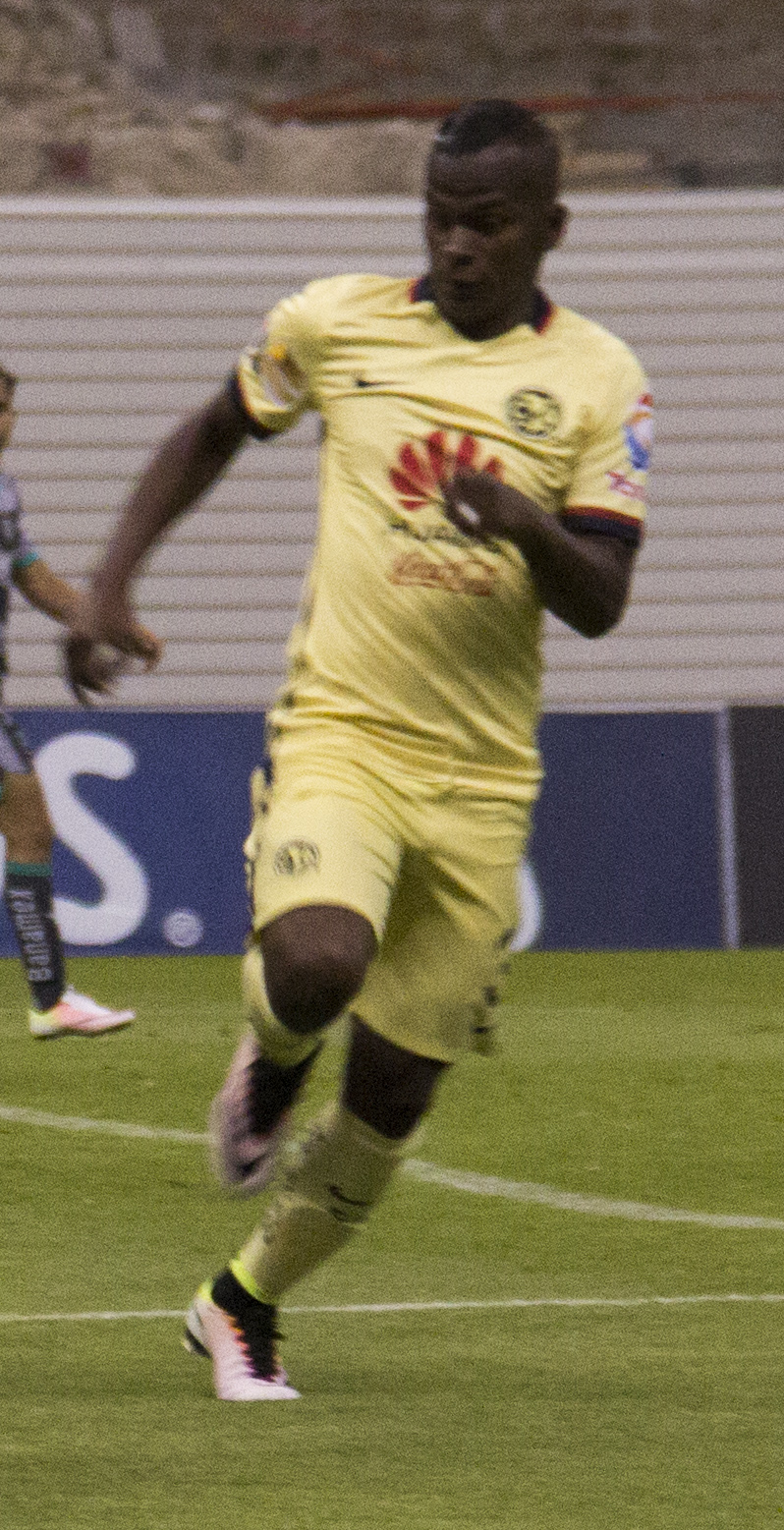
Кинтеро в составе «Америки»

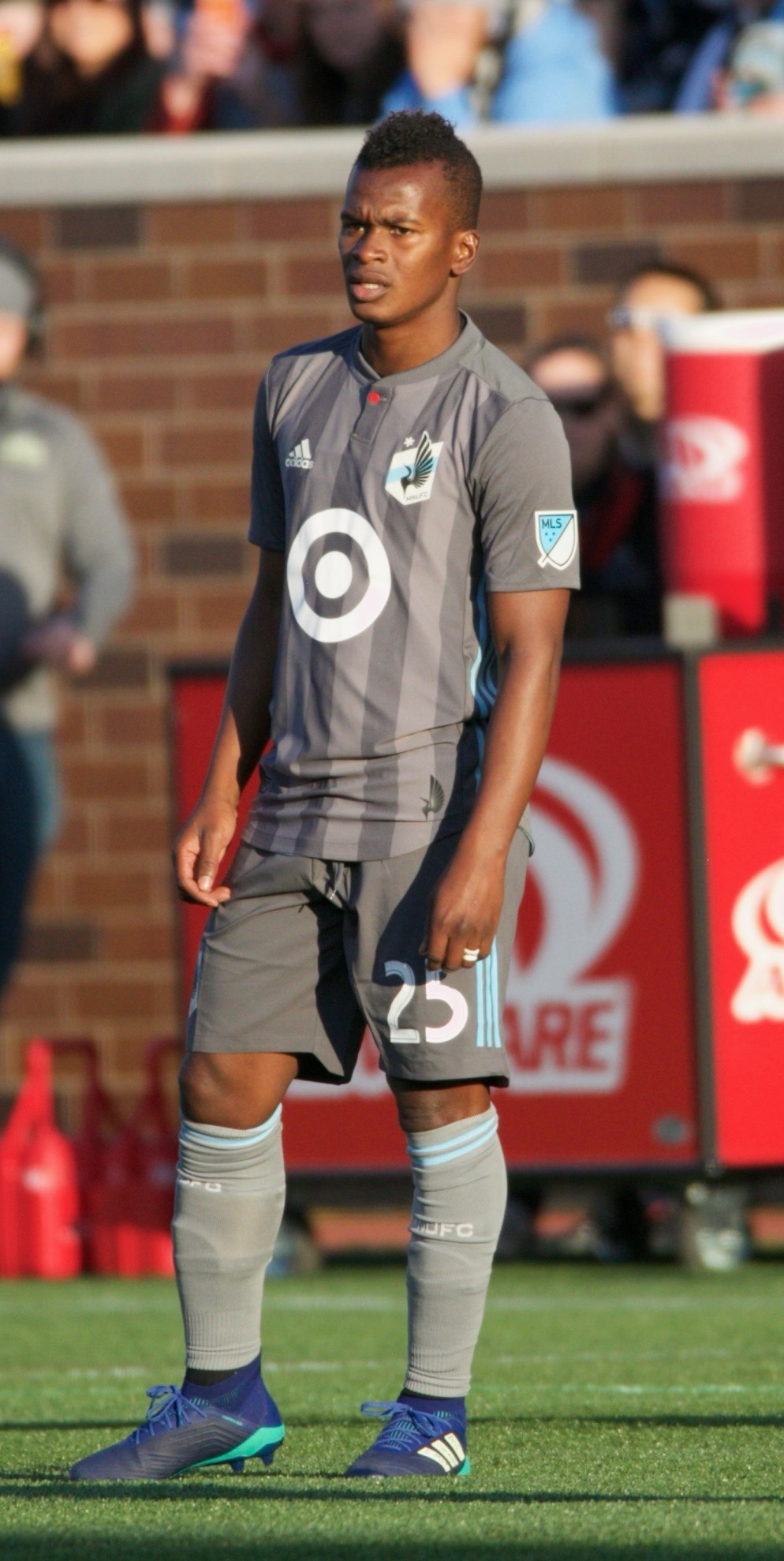
Кинтеро в составе «Миннесота Юнайтед»

### «Депортес Толима»
Профессиональную карьеру Кинтеро начал с команде, изначально выступая за резервный состав. С приходом в команду тренера Хорхе Луиса Берналя, Дарвин был внесён в заявку команды на сезон. Также Берналь разработал для худощавого футболиста специальную программу тренировок благодаря которой Кинтеро набрал 14 килограммов. 18 июля 2005 года в матче против «Атлетико Хуниор» восемнадцатилетний Карлос дебютировал в колумбийской Серии А. Это был его единственная игра в том сезоне. 19 февраля 2006 года в поединке против «Бояка Чико» Карлос забил свой первый гол за «Толиму». Осенью он помог клубу завоевать серебряные медали первенства. В том же году Кинтеро дебютировал в Южноамериканском кубке, сыграв в двух матчах против «Индепендьенте Медельин» и венесуэльского «Минерос Гуаяна».
В 2007 году Дарвин дебютировал в Кубке Либертадорес. Он смог забить два мяча в матчах группового турнир против «Кукута Депортиво» и парагвайского «Серро Портеньо».

### «Крылья Советов»
Летом 2007 года Кинтеро вместе с партнёром по команде Хуаном Карлосом Эскобаром перешёл в самарские «Крылья Советов». Сумма трансфера составила 350 тыс. долларов. У Дарвина ещё был вариант с испанским «Бетисом», но более конкретное предложение пришло из России. Оба колумбийца подписали контракты на пять лет. Кинтеро выбрал себе «11» номер. 11 августа в матче против московского «Спартака» он дебютировал в РФПЛ, выйдя на замену вместо Алексей Сквернюка. 25 августа в поединке против «Зенита» Карлос впервые вышел в стартовом составе. 21 октября в матче против казанского «Рубина» он забил свой первый гол за «крылья».

### «Депортиво Перейра»
В феврале 2008 года после прохождения предсезонного сбора в «Крыльях» под руководством нового главного тренера команды Леонида Слуцкого Кинтеро принял решение уехать на родину, где он провёл несколько месяцев на условиях аренды в клубе высшего дивизиона «Депортиво» (Перейра). Карлос сыграл в 12 матча, забив несколько важных мячей и был признан лучшим футболистом первом половины сезона в новой команде.
В конце мая Кинтеро вернулся из Южной Америки и попробовал закрепиться в команде Слуцкого, проведя в составе «Крыльев» двухнедельный сбор в Самаре. Однако на следующий сбор в Австрию футболист уже не поехал. «Крылья» вели переговоры с «Атлетико Насьональ», но расторопней всех оказались представители «Депортиво Перейра». 17 июня было достигнуто соглашение о продаже Кинтеро в колумбийский клуб. Сумма трансфера составила 450 тыс. евро. В 22 поединках чемпионата Кинтеро забил 13 мячей и стал вторым бомбардиром первенства после Фреди Монтеро, а также помог «Депортиво» сохранить прописку в элите. По версии некоторых СМИ Карлос был признан лучшим футболистом сезона.

### «Сантос Лагуна»
В конце 2008 года появилась информация, что новый сезон Кинтеро начнет в мексиканском «Сантос Лагуна». Сумма трансфера составила 4,5 млн долларов. Также интерес к Карлосу проявлял итальянский «Лацио». 19 января 2009 года в матче против столичной «Америки» он дебютировал в мексиканской Примере. Кинтеро вышел в стартовом составе и провёл на поле все 90 минут. После того, как основной форвард «Лагуны» Кристиан Бенитес получил травму, Карлос начал получать больше игрового времени и был переведён на более атакующую позицию. Количество голов забитое клубом снизилось и Кинтеро подвергся критике. 15 февраля в поединке против «Гвадалахары» он ударом головой забил свой дебютный гол за команду. 15 марта в матче против «Толуки» Карлос сделал «дубль».
В сезоне Бисентенарио 2010 Кинтеро стал вице-чемпионом Мексики. В финальной стадии соревнований он забил два гола, отметившись в полуфинальной игре против «Монаркас Морелия» и в финале против «Толуки». В Апертуре того же года Карлос вновь помог «Сантосу» выйти в финал, как и полгода назад он вновь забил в полуфинале и финале. Кинтеро трижды поразил ворота «Америки», а также забил гол «Монтеррею». Связка Дарвина с Кристианом Бенитесом стала самой эффективной в чемпионате. Кинтеро также защищал цвета «Лагуны» в матчах Кубка чемпионов КОНКАКАФ и забил два гола в матчах против тринидадского «Джо Паблик» и гватемальского «Мунисипаля».
2 апреля 2011 года в матче против «Крус Асуль» Карлос забил гол уже на первой минуте. На протяжении всей игры он подвергался провокациям со стороны Рохелио Чавеса и Кристиана Хименеса. На 71-й минуте Кинтеро после очередной выходки ударил Чавеса и получил красную карточку. Перед началом Апертуры 2011 Дарвин изменил игровой номер с 28 на 3, в честь рождения сына. В Лиге чемпионов 2011/12 года он сделал «дубль» в ворота сальвадорского «Исидро Метапан» и с 11 мячами стал вторым лучшим бомбардиром после Хавьера Ороско за всю историю турнира. Карлос в третий раз вышел в финал Апертуры и в третий раз его команда уступила, на этот раз «УАНЛ Тигрес».
В сезоне Клаусура 2012 Кинтеро был переведен тренером Бенхамином Галиндо из нападения на позицию атакующего полузащитника. Эксперимент оказался удачным, Карлос забил 8 голов и отдал 5 голевых передач в 20 матчах. Сантос в четвёртый раз вышел в финал чемпионата. Кинтеро сыграл в обоих поединках против «Монтеррея» и помог клубу завоевать титул чемпиона Мексики. В том же году Дарвин помог «Лагуне» выйти в финал Лиги чемпионов КОНКАКАФ, где соперником опять стал «Монтеррей». На этот раз «Сантос» уступил. Кинтеро сыграл в 8 матчах турнира и забил 4 гола в ворота американского «Колорадо Рэпидз», сальвадорского «Исидро Метапан» и гондурасской «Олимпии».
В Апертуре 2012 года Дарвин стал лучшим бомбардиром команды забив 7 мячей, но команда не смогла выйти в финальную часть чемпионата Мексики и Бенхамин Галиндо ушёл в отставку. Новый тренер, Педру Кайшинья создал эффектную связку из Кинтеро и Орибе Перальты. Благодаря стараниям Дарвина «Сантос» вновь смог выйти в финал Лиги чемпионов КОНКАКАФ, где как и год назад уступил «Монтеррею». Кинтеро с 6 мячами пришлось довольствоваться титулом лучшего бомбардира турнира. По ходу соревнования Карлос успел огорчить трижды сальвадорскую «Агилу» и по разу отличиться в ворота канадского «Торонто», американского «Сиэтл Саундерс» и «Монтеррея».
В 2014 году Кинтеро дебютировал за «Сантос» в Кубке Либертадорес. Он сыграл в 7 матчах и забил 3 гола в ворота уругвайского «Пеньяроля» и аргентинского «Лануса». Вместе с Перальтой и своим соотечественником Андреасом Рентерией Кинтеро составил одну их самых забивных связок.

### «Америка»
В начале 2015 года Кинтеро перешёл в «Америку». 11 января в матче против «Леона» он дебютировал за клуб из Мехико. В этом же поединке он забил свой первый гол за новую команду. 6 декабря 2015 года во втором матче полуфинала против «УНАМ Пумас» Карлос сделал «дубль». В том же году Кинтеро стал победителем Лиги чемпионов КОНКАКАФ.
В матчах 1/4 Лиги чемпионов КОНКАКАФ против американского «Сиэтл Саундерс» он забил по голу и помог «Америке» выйти в полуфинал. В 2016 году он во второй раз подряд стал победителем Лиги чемпионов КОНКАКАФ.

### «Миннесота Юнайтед»
31 марта 2018 года Кинтеро перешёл в американский «Миннесота Юнайтед», став первым назначенным игроком в истории клуба. 14 апреля в матче против «Портленд Тимберс» он дебютировал в MLS. В этом же поединке Карлос забил свой первый гол за «Миннесоту Юнайтед». 4 июля в матче против канадского «Торонто» Кинтеро сделал хет-трик. 11 ноября 2019 года Кинтеро сообщил через свой Твиттер, что «Миннесота Юнайтед» решила не продлевать с ним контракт.

### «Хьюстон Динамо»
13 ноября 2019 года «Миннесота Юнайтед» обменяла Кинтеро с драфт-пиком в «Хьюстон Динамо» на Марлона Хэрстона и $600 тыс. распределительных средств за два года. За «Динамо» он дебютировал 7 марта 2020 года в матче против «Спортинга Канзас-Сити», заменив Томаса Мартинеса на 57-й минуте. 23 июля в матче Турнира MLS is Back против «Лос-Анджелес Гэлакси» он забил свой первый гол за «Динамо». По окончании сезона 2021 «Хьюстон Динамо» не стал продлевать контракт с Кинтеро, но 21 декабря 2021 года клуб переподписал его без статуса назначенного игрока на сезон 2022 с опцией продления на сезон 2023. По окончании сезона 2022 «Хьюстон Динамо» не продлил контракт с Кинтеро.

## Международная карьера
В 2007 году Кинтеро в составе молодёжной сборной Колумбии принял участие в молодёжном чемпионате Южной Америки в Парагвае. В первом матче группового этапа против сборной Аргентины он забил свой первый гол за молодёжную национальную команду. На турнире Карлос также принял участие в поединках против команд Парагвая, Эквадора, Чили, Бразилии и дважды Уругвая.
В 2008 году тренер сборной Колумбии Эдуардо Лара вызвал Кинтеро в национальную команду. 11 октября в отборочном матче чемпионата мира 2010 против сборной Парагвая Карлос дебютировал за Колумбию. 30 сентября в товарищеском матче против сборной Мексики он забил свой первый гол за сборную. Из-за высокой конкуренции в нападении национальной сборной Кинтеро редко получал вызовы или использовался тренерами в качестве запасного футболиста.

### Голы за сборную Колумбии
| # | Дата             | Место                    | Противник | Результат | Счёт | Соревнование      |
| - | ---------------- | ------------------------ | --------- | --------- | ---- | ----------------- |
| 1 | 30 сентября 2009 | Коттон Боул, Даллас, США | Мексика   | 1:2       | 0:2  | Товарищеский матч |

## Стиль игры
У Кинтеро высокая стартовая скорость и отличный дриблинг. В большинстве матчей он выступает на позиции нападающего, но может сыграть и в полузащите. Из-за низкого роста Карлос редко выигрывает воздушные дуэли.

## Личная жизнь
Кинтеро женат на Валентине Сиёерре. У них двое детей Карлос Дарвин-младший (3 марта 2011) и дочь Мартина (2 марта 2014). В декабре 2014 года Карлос получил мексиканское гражданство, после пяти лет проживания в стране.

## Достижения
Командные
 «Сантос Лагуна»
- Чемпион Мексики — Клаусура 2012

 «Америка» (Мехико)
- Победитель Лиги чемпионов КОНКАКАФ — 2014/2015, 2015/2016